# 天使だったじゃないか
『天使だったじゃないか』（てんしだったじゃないか）は、Base Ball Bearの4枚目のミニアルバム。

## 解説
アルバムとしては2022年10月リリースの配信限定ライブアルバム『LIVE;(THIS IS THE)BASE BALL BEAR. NIPPON BUDOUKAN 2010.01.03』および『10th Anniversary tour(This Is The)Base Ball Bear part.2「Live新呼吸」』より約1年4ヶ月ぶりのアルバムである。
またミニアルバムとしては前作にあたる「THE CUT」から10年8ヶ月ぶりの作品となる。
オリコンチャートの2024年3月11日付週間CDアルバムランキングでは2,037枚を売り上げ26位にランクインした。

## 収録曲

### DISC-1 (ビクターオンライン限定盤／通常盤共通)
1. ランドリー
2. _FREE_
3. Thousands Chords Wonders
4. Late Show
5. 夕日、刺さる部屋
6. Power (Pop) of Love